# Список судинних рослин України — санталоцвіті
Список місцевих рослин України з порядку санталоцвіті є продовженням Списку судинних рослин України. Санталоцвіті (Santalales) в рідній флорі України представлені такими родинами: омелові (Loranthaceae) й санталові (Santalaceae).

### Місцеві санталоцвіті (Santalales)
| № | Вид | Розповсюдження в Україні                                                              | Джерело інформації | Родина                | Зображення |
| - | --- | ------------------------------------------------------------------------------------- | ------------------ | --------------------- | ---------- |
| 1 | Яловечниця звичайна Arceuthobium oxycedri (DC.) M.Bieb.                                                                        | Паразитує зазвичай на ялівцях — у Криму                                               | [ 2 ]              | Омелові Loranthaceae  |            |
| 2 | Дубова омела європейська Loranthus europaeus Jacq.                                                                             | Паразитує на букових — на Закарпатті, західному Лісостепу і Криму                     | …                  | …                     |            |
| 3 | Омела звичайна Viscum album L.                                                                                                 | Паразитує на різних деревах — по всій території, звичайно                             | …                  | …                     |            |
| 4 | Льонолисник альпійський Thesium alpinum L.                                                                                     | На скелях та кам'янистих місцях — у Карпатах                                          | [ 3 ]              | Санталові Santalaceae |            |
| 5 | Льонолисник безприквітковий Thesium ebracteatum Hayne                                                                          | У світлих лісах, чагарниках, на узліссях — на Поліссі, Лісостепу та Степу, спорадично | …                  | …                     |            |
| 6 | Льонолисник звичайний Thesium linophyllon L., у т. ч. Thesium arvense Horv.                                                    | У чагарниках, на схилах — у Карпатах і Поліссі, зрідка; в Лісостепу і Степу, звичайно | …                  | …                     |            |
| 7 | Льонолисник лежачий Thesium procumbens C.A.Mey., у т. ч. Thesium brachyphyllum Boiss.                                          | У степах, на схилах і відслоненнях — у Лісостепу на півдні, Степу та Криму            | …                  | …                     |            |
| 8 | Льонолисник Доллінера Thesium dollineri Murb. ex Velen., у т. ч. Thesium caespitans (Ledeb.) Tzvelev, Thesium moesiacum Velen. | ?                                                                                     | [ 4 ]              | …                     |            |
| 9 | Льонолисник кримський Thesium krymense Romo, Didukh & Borat.                                                                   | Гірські й вапнякові схили Криму                                                       | [ 5 ]              | …                     |            |